# Христоманос, Анастасиос
Анастасиос Христоманос (греч. Αναστάσιος Χρηστομάνος, 8 марта 1841, Вена — 1906) — греческий химик, основатель химической науки в Греции.

## Биографические сведения
Анастасиос Христоманос родился в Вене в 1841 году. Происходил из аристократической семьи Манос, которая после смерти Христа Маноса сменила фамилию на Христоманос. Ранние годы прошли в городе Мельник (современная Болгария). В 1855 семья переехала в Вену. В 1858 он получил аттестат о законченном среднем образовании в профессиональной квалификационной школе Вены и решил сдавать вступительные экзамены в Венский технический университет, но отправился в Берлин. Там он учился с 1859 года, продолжил обучение в Карлсруэ (до 1861 года), и окончил наконец Гейдельбергский университет.
В 1862 он вернулся в Грецию и устроился в Национальный педагогический колледж. С 1863 года работал на должности профессора, преподавал химию в Афинском университете в 1906 году, занимал должность декана в период с 1897 по 1898 год.
В 1866 вошёл в состав Греческого комитета экспертов, которые следили за вулканической активностью в Неа-Камени, Санторини. Во время своего пребывания на Санторини преподавал общую химию. В том же 1866 годау он женился на дочери придворного врача Линдермаера. Впоследствии родились четыре сына и дочь. Сын Константинос Христоманос стал значительным новогреческий писателем и театральным деятелем. В период с 18 января 1868 по 1906 год он снова преподавал общую химию в Афинском университете.
В 1887 Анастасиос Христоманос основал лабораторию, известную как «Мегало химио» (греч. Μεγάλο Χημείο) по улице Солона в Афинах, сам руководил её строительством и оснащением. Лаборатория открылась в 1889 году. 24 октября 1895 года Анастасиос Христоманос совместно с учителями Константиносом Мицопулосом, Георгиосом Аргиропулосом, Спиридоном Милиаракисом и Анастасиосом Дамвергисом представили меморандум с предложением создать Физико-математический институт, объединив факультеты физики и математики со школой философии. Объединение было завершено королевским указом от 3 июня 1904.

## Основные работы
- Αναλυτικοί πίνακες , 1885
- Στοιχεία Χημείας" (δια την εκπαίδευσιν), 1887
- Ανόργανος και οργανική χημεία , τόμος Α΄, 1887
- Ανόργανος και οργανική χημεία , Τόμος Β΄, 1887
- Εισαγωγή εις την χημεία , 1891.